# Margarita Landi
Encarnación Margarita Isabel Verdugo Díez, conocida popularmente como Margarita Landi (Madrid, 19 de noviembre de 1918 - Albandi, Carreño, Principado de Asturias, 6 de febrero de 2004) fue una periodista española.

## Trayectoria profesional
Fue una de las primeras mujeres que se especializó en un género periodístico, como es el de los sucesos, tradicionalmente reservado a los hombres. Su diplomatura en criminología la ayudó a sobresalir con brillantez en este campo. 
Viuda a los 29 años, su trayectoria profesional se inició poco después. Tras la guerra civil española, trabajó en la revista de la Sección Femenina El Ventanal, entre 1947 y 1948. De ahí pasó a La Moda de España (1948-1954), como cronista de alta costura y sociedad, colaborando también en el diario Informaciones y en la revista Esfera Mundial.
En 1953 se incorpora al diario El Caso, fundado un año antes por Eugenio Suárez, en el que permanece 27 años. Fue a partir de ese momento cuando comenzó a cultivar la imagen por la que era conocida: Una rubia sofisticada y reflexiva, fumadora de pipa.
Disfrutaba de unas excelentes relaciones con los servicios policiales, lo que le permitía acceder a informaciones detalladas sobre los casos más impactantes para los ciudadanos.
Antes de la desaparición de El Caso en 1987, lo abandona para colaborar, desde noviembre de 1980, en la revista Interviú, y a partir de 1988 dio el salto a la televisión, con apariciones esporádicas en programas de Televisión española como La palmera (1991), Código uno (1993-1994) y Así son las cosas (2000-2002). También dirigió y presentó su propio programa en Telemadrid: Mis crímenes favoritos (1992). 
Entre sus libros, se pueden destacar: Cosas de la vida, Una mujer junto al crimen, Crímenes sin castigo, Crímenes inolvidables, Puerta del Sol, 2.30, Crónica sangrienta y Memorias. 35 años de crimen en España.
En 2024, año del 20º aniversario de su muerte, Javier Velasco Oliaga y Maudy Ventosa publican una biografía: El caso de Margarita Landi. La rubia del velo y la pistola (Editorial Alianza).